# Галимов, Роман Рафаилович
Рома́н Рафаилович Гали́мов (род. 18 декабря 1982, Улан-Удэ) — российский футбольный судья, с 28 января 2016 года председатель президиума Федерации футбола Республики Бурятия.

## Детство
Родился в городе Улан-Удэ в семье вратаря «Селенги» Рафаила Ульфатовича Галимова. Футболом начал заниматься в возрасте 12 лет. В 1996 году в составе детской команды «Селенга» одержал победу на всероссийском турнире «Кожаный мяч» зоны Дальнего востока. Также становился призёром и победителем Межрегионального объединения Сибири и Дальнего востока по юношам, играл за любительские клубы ВСГТУ, «Штурм», «Регион 03», «Селенга».

## Карьера
Первый матч на профессиональном судейском уровне провёл 24 мая 2006 года — в матче второго дивизиона зоны «Восток» между клубами «Чита» и «Сибиряк» исполнял роль одного из помощников судьи. В качестве главного арбитра дебютировал 8 мая 2008 года в матче «Амур» — «Сибирь-2».
В первенстве ФНЛ первый матч провёл в сезоне 2012/2013 — 24 июля 2012 года обслуживал матч между «Металлургом-Кузбассом» и «Уралом».
В рамках премьер-лиги в качестве основного арбитра дебютировал 28 августа 2016 года в матче «Урал» — «Арсенал».
В июле 2017 года получил судейскую категорию «Pro».